# Moana
Moana – miasto w Nowej Zelandii, na Wyspie Południowej, w regionie West Coast.